# Ossian demo 1986
A magyar heavy metal egyik legsikeresebb csapatának számító Ossian zenekar első demófelvétele 1986 második felében készült el. Ezen dalok közül később több is megjelent hivatalos nagylemezen.

## Dalok
1. Intro – 1:42
2. Akció (instrumentális) – 2:00
3. Acélszív – 3:34
4. A Sátán éjszakája – 4:38
5. Legyen Rock – 4:01
6. Metal vihar – 3:54
7. Gonosz asszony – 3:49
8. Kiáltás a mélyből – 5:20
9. Heavy Metal születése – 4:57
10. Finálé – 1:07

## Zenekar
- Paksi Endre – ének
- Maróthy Zoltán – gitár
- Kovács T. Péter – basszusgitár
- Galántai Zsolt – dobok

## Külső hivatkozások
- Az Ossian története (1986-1992)